# Zeto
Zeto (in greco antico: Ζῆθος?, Zḕthos) è un personaggio della mitologia greca.

## Genealogia
Figlio di Zeus e Antiope, sposò Aedona (Apollodoro chiama sua moglie Tebe) e fu padre di Itilo e di Neis.

## Mitologia
La tradizione lo tramanda ruvido ed aspro nei modi, ma di lui si dice che fosse anche un cacciatore molto capace ed appassionato alla vita dura e faticosa.
Antiope fu sedotta da Zeus; per la vergogna scappò di casa e si recò a Sicione, presso il re Epopeo. Durante la fuga nacquero due gemelli, Anfione e Zeto che vennero affidati ad un pastore che abitava sul monte Citerone, che li allevò come propri figli. Nitteo, padre di Antiope, per il dispiacere morì di crepacuore, pensando che la figlia fosse stata rapita ma prima di morire implorò il fratello Lico di riportare a Tebe la figlia. Lico conquistò Sicione, uccise Epopeo e riportò Antiope in Cadmea. Ma sua moglie, Dirce, la trattò crudelmente, e alla fine la condannò alla tortura del toro che volle fosse eseguita dai due gemelli che però poco prima dell'esecuzione seppero di essere i figli di Antiope dal pastore che li aveva allevati. Allora i figli vendicarono la madre, facendo trascinare Dirce da un toro, si impossessarono del regno tebano e costruirono una nuova città ai piedi della Cadmea. Zeto portava le pietre, mentre Anfione suonava la lira, il cui suono faceva disporre le pietre nel punto voluto magicamente.
Una volta che la città fu costruita, i due fratelli la governarono in pieno accordo.
Circa la morte di Zeto la tradizione tace, tuttavia era nota a Tebe la tomba comune dei due Dioscuri Tebani.